# Caliópio (patrício)

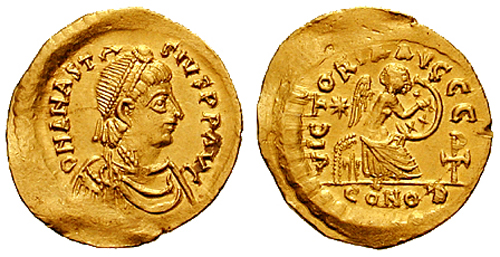
Semisse de r.

Caliópio (em latim: Calliopius) foi um oficial bizantino do século VI, ativo no reinado do imperador Anastácio I (r. 491–518). Nativo de Antioquia, era casado com uma dama de nome incerto, que ainda estava viva após 513, com quem teve um filho chamado Teodósio. Também era tio de Antonino. Quiçá pode ser o servador homônimo que esteve ativo no reinado de Justino I (r. 518–527).
Caliópio aparece pela primeira vez em 505/6, quando foi encarregado com a reconstrução da cidade de Dara, na fronteira bizantino-sassânida. Por 505, foi citado como patrício e em 513/8, foi nomeado como vigário do mestre dos soldados do Oriente. Foi citado em duas cartas do patriarca de Antioquia Severo (r. 512–518) nas quais testemunhou as visões religiosas - pró-calcedonianas - do bispo Epifânio de Tiro. Pela mesma época, instruiu Conão a ajudar os monofisistas e recebeu carta de seu sobrinho Antonino.